# Paris Theodore
Paris Theodore (9 de janeiro de 1943 – 16 de novembro de 2006) foi um inventor americano de coldres de pistola e arma de fogo, assim como consultor de técnicas de tiro, usadas por agentes do governo e departamentos de polícia nos EUA e no exterior, bem como pelo personagem fictício James Bond.

## Primeiros anos
Theodore nasceu em New York City em 9 de janeiro de 1943, seu pai, John, era um escultor e professor de arte na Horace Mann School. Sua mãe, Nenette Charisse, era uma instrutora de balé de renome e membro de uma companhia de dança Vaudeville.  Segundo marido de Charisse era Robert Tucker, um coreógrafo nomeado por Tony, e o casal criou Theodore desde a primeira infância. Quando criança, Theodore apareceu como "Nibs" na transmissão da NBC em 1955 de Peter Pan com Mary Martin. Ele se formou na The Browning School no Upper East Side de Manhattan. Em 1962, Theodore casou-se com Lee Becker, o dançarino e coreógrafo nomeado Tony e fundador da American DanceMachine.

## Vida pessoal
A esposa de Theodore, Lee, morreu em 1987. Theodore morreu em 16 de novembro de 2006 no hospital de St. Luke em Manhattan. A causa da morte foi complicações resultantes de uma luta de longa data e debilitante com esclerose múltipla. Ele é sobrevivido por seus filhos, Ali e Disse Theodore e Paris Kain. Kain, cineasta, atualmente produz um documentário baseado na vida de seu falecido pai.

### Patentes
- Patente E.U.A. 5 251 799 Holster (coldres de armas com construção de uma peça), arquivado em 3 de dezembro de 1992, emitido em 12 de outubro de 1993
- Patente E.U.A. 5 251 798 Holster(coldres de armas com construção de uma peça), arquivado em 3 de dezembro de 1992, emitido em 12 de outubro de 1993
- Patente E.U.A. 5 209 383 Holster (coldres de armas com construção de uma peça), arquivado em 20 de fevereiro de 1992, emitido em 11 de maio de 1993
- Patente E.U.A. 4 508 508 Sistema de treinamento de armas de fogo (Um novo alvo de armas de fogo é descrito o que é útil na formação de policiais e outros no uso de armas pequenas), arquivado em 26 de setembro de 1983, emitido em 2 de abril de 1985
- Patente E.U.A. D264,748 Holster (O desenho ornamental para um coldre.), Campo 1 de agosto de 1980, publicado em 1 de junho de 1982
- Patente E.U.A. 3 938 717 Porta-coldres (um suporte de carreagdor de cartucho que inclui um ímã para armazenar um par de revistas de cartuchos com grandes porções dos carregadores expostos para que possam ser facilmente apreendidos e retirados pelo usuário), arquivado em 1º de fevereiro de 1974, emitido 17 de fevereiro de 1976
- Patente E.U.A. 3 870 208 Caso de algemas (Um caso de algemas que é usado no cinto e mantém as algemas com a moldura e a mandíbula expostas para que as algemas possam ser imediatamente agarradas e retiradas para serem usadas pelo usuário.), Arquivado em 5 de dezembro de 1973, Emitido em 11 de março de 1975
- Patente E.U.A. 3 777 954 Bolsa de cartucho (Uma bolsa de cartucho feita de um único pedaço de couro e um único fecho de pressão para manter dois grupos de cerca de três cartuchos cada um), arquivado em 3 de janeiro de 1972, emitido em 11 de dezembro de 1973
- Patente E.U.A. 3 777 952 '"Estofamento seguro para revólveres" (um coldre para ser carregado ao alto do quadril e com um bolso de proteção de gatilho, um bolso de focinho e uma aba de travessia que cooperam para evitar a remoção do revólver do coldre.), Arquivado em 3 de janeiro, 1972, emitido em 11 de dezembro de 1973
- Patente E.U.A. 3 777 380 Gunsight (A gunsight incluindo um entalhe traseiro e um entalhe frontal menor, de preferência na forma de um bloco de material que possui um canal aberto, formado nele e que converge de um entalhe traseiro para um entalhe frontal, os lados do referido canal De preferência sendo de uma cor clara, como amarelo.), Arquivado em 23 de dezembro de 1971, emitido em 11 de dezembro de 1973
- Patente E.U.A. 3 758 978 "Apertos para armas de mão" (apertos aprimorados para armas de mão, incluindo placas de aderência transparentes para permitir a visualização da munição restante em uma pistola automática alimentada por revista, uma extensão de aderência de revista inclinada para trás a partir da linha principal de aderência e de espessura reduzida para fornecer uma eficiência Apertar o dedo mindinho e um bolso de dedo indicador formado na parte frontal do protetor de gatilho para fornecer um aperto seguro para o dedo indicador da mão livre (esquerda), melhorando assim o controle do recuo quando uma escavação de duas mãos é usada pelo atirador para disparo rápido), arquivado em 23 de dezembro de 1971, emitido em 18 de setembro de 1973
- Patente E.U.A. 3 583 612 Dentro do coldre da calça (um coldre adaptado para ser usado dentro das calças, logo atrás do quadril do portador e que possui uma flange relativamente larga que se estende no plano da arma de fogo para ser carregada e moldada no quadril do portador para estabilizar o coldre.), Arquivado em 3 de janeiro de 1969, emitido em 8 de junho de 1971
- Patente E.U.A. 3 583 611 Holster (Um coldre extremamente simples, mas eficaz, que se encontra na forma de uma cinta que envolve a parte superior da armação de uma arma de mão ou outra arma de fogo e é protegida através da proteção de gatilho por um dispositivo de fixação liberável para segurar a arma.), Arquivado em 26 de novembro de 1968, emitido em 8 de junho de 1971